# Schweig, Bub!
Schweig, Bub! ist ein Theaterstück des Schriftstellers Fitzgerald Kusz.
Premiere des Volkstücks war am 6. Oktober 1976 im Schauspielhaus Nürnberg. Regie führten Herbert Lehnert und Friedrich Schirmer.
Das Achtpersonenstück ist eine humorvoll-satirische Darstellung einer typischen, kleinbürgerlichen Familienfeier anlässlich einer Konfirmation, bei der die Erwachsenen essen und trinken, tratschen und streiten und der „Bub“ an seinem Ehrentag kaum zu Wort kommt. Dabei besticht „Schweig, Bub!“ durch seinen hohen Wiedererkennungswert der Dialoge, Figuren und Abläufe.
Kusz selbst bezeichnet das Drama als Volksstück und stellt es damit in Ödön von Horváths Tradition des erneuerten Volksstücks, das sich bewusst vom trivialen Volkstheater („Komödienstadel“) abgrenzt. Die Umsetzung von Horváths dramentheoretischer Schrift Gebrauchsanweisung lässt sich dabei in Schweig, Bub! bis ins Detail nachvollziehen. Sie betrifft sowohl das kleinbürgerliche Personal wie auch die Verwendung von „Bildungsjargon“ und das Einsetzen von „Stille“ als bewusstes Gestaltungsmittel. Stärker noch als in Horváths Geschichten aus dem Wiener Wald scheitert bei Kusz die Kommunikation zwischen den Personen – das Scheitern wird, im Titel, zum Programm des Dramas.
In der Urbesetzung spielten Johannes Bösiger, Hanswalter Gossmann, Karl Hüls, Gabriele Kastner, Sofie Keeser, Ute Kilian und Barbara Thummet.

## Trivia
- Die Premiere am 6. Oktober 1976 war ein rauschendes Fest. Es gab zwanzig Minuten Beifall. Das Stück stand bis zur Spielzeit 2008/09 auf dem Spielplan des Staatstheaters Nürnberg.[4]
- Schweig, Bub! wurde in dreizehn deutsche Dialekte und ins Flämische übersetzt.[5]
- Aufgrund religiöser Präferenzen wurde in manchen Dialektversionen keine evangelische Konfirmation, sondern eine katholische Erstkommunion gefeiert.
- Es liegen acht Fernsehaufzeichnungen vor: BR (fränkisch)[6], HR (hessisch), zweimal SWR (schwäbisch und pfälzisch), WDR (rheinisch), NDR (plattdeutsch), SRG (schweizerdeutsch), ORF (österreichisch). Dialekt-Hörspielfassungen sendeten der BR (mit der Originalbesetzung von 1976, die als Hör-CD vorliegt)[7], der SWR, Radio Bremen, SRG Bern, ORF Vorarlberg und der MDR.
- Allein in Nürnberg wurde es schon mehr als 700-mal aufgeführt.[8]